# Lakeside (Virginie)
Pour les articles homonymes, voir Lakeside (homonymie).
Lakeside est une census-designated place située dans le comté de Henrico, dans l’État de Virginie, aux États-Unis. Lors du recensement de 2020, elle comptait 12 203 habitants.